# Liga Katolicka (Niemcy)

Flaga Ligi Katolickiej

Liga Katolicka – związek katolickich książąt Rzeszy, zawarty w 1609 r. w Monachium przez katolickich książąt duchownych (założycielami byli książę elektor-arcybiskup Kolonii, książę elektor-arcybiskup Trewiru, książę elektor-arcybiskup Moguncji) oraz książę Bawarii Maksymilian I jako jej przywódcy, występujący przeciwko Unii Protestanckiej (zwanej niekiedy Unią Ewangelicką), kierowanej przez elektora Palatynatu Fryderyka IV. Liga Katolicka powstała rok po zawiązaniu Unii Protestanckiej. Była wspierana przez Habsburgów hiszpańskich i austriackich oraz Państwo Kościelne i Rzeczpospolitą Obojga Narodów.